# Inhuman Rampage
Inhuman Rampage treći je studijski album britanskog power metal sastava DragonForce, objavljen 6. siječnja 2006. godine, i 20. lipnja 2006. godine u Sjevernoj Americi. U Americi, album je bio #1 na Billboard Heatseekers listi te je također bio #103. na Billboard 200 listi. Prvi singl "Through the Fire and Flames" ,dobila je priliku zasvirati na mnogim radijima, također je i bonus pjesma igrice Guitar Hero III: Legends of Rock. Album se prodao u više od 350,000 primjeraka u Americi i više od pola milijuna u svijetu. Ovaj album je prvi od tri DragonForce albuma koji sadrži grubi tekst, druga dva su The Power Within i Maximum Overload.

## Zvuk
Zvuk albuma je puno agresivniji nego zvuk s prijašnjih albuma, s puno gušćom gitarom i s agresivnijim vokalima također. Kada je pjevačev ton glasniji (pogotovo kada pjeva visokim tonom), ponekad ga prati Lindsay Dawsons kao vrišteći vokal.

## Popis pjesama
| 1.    | »Through the Fire and Flames« | Sam Totman, ZP Theart     | Totman, Herman Li | 7:21 |
| 2.    | »Revolution Deathsquad«       | Totman                    | Totman            | 7:51 |
| 3.    | »Storming the Burning Fields« | Vadim Pruzhanov           | Pruzhanov         | 5:18 |
| 4.    | »Operation Ground and Pound«  | Totman, Theart            | Totman            | 7:43 |
| 5.    | »Body Breakdown«              | Pruzhanov, Li, Totman     | Pruzhanov         | 6:57 |
| 6.    | »Cry for Eternity«            | Totman                    | Totman            | 8:11 |
| 7.    | »The Flame of Youth«          | Li                        | Li                | 6:40 |
| 8.    | »Trail of Broken Hearts«      | Pruzhanov, Totman, Theart | Pruzhanov, Totman | 5:56 |
| 55:50 |                               |                           |                   |      |

## Zasluge
| DragonForce - ZP Theart – vokali - Herman Li – gitara, prateći vokali - Sam Totman – gitara, prateći vokali - Vadim Pruzhanov – klavijature, prateći vokali - Dave Mackintosh – bubnjevi, prateći vokali - Adrian Lambert – bas-gitara Gostujući glazbenici - Clive Nolan – prateći vokal - Lindsay Dawson – prateći i vrišteći vokali | Produkcija - Karl Groom – miksanje, inženjer zvuka - Eberhard Köhler – mastering - Chie Kimoto, Daniel Bérard – omot albuma - Marisa Jacobi – grafički dizajn - Axel Jusseit – fotografije - Julie Brown, Johan Eriksson – fotograije |